# Paul Mensah
Paul Mensah (* 13. Oktober 1999 in Kormantse) ist ein ghanaischer Fußballspieler.

## Karriere
Mensah begann seine Karriere bei Crystal Palace Akosombo. Im August 2018 wechselte er zum österreichischen Zweitligisten Kapfenberger SV.
Im selben Monat debütierte er in der 2. Liga, als er am zweiten Spieltag der Saison 2018/19 gegen den Floridsdorfer AC in der Startelf stand. Am vierten Spieltag jener Saison erzielte Mensah bei einem 3:1-Sieg gegen den SK Vorwärts Steyr seinen ersten Treffer für die KSV. In drei Spielzeiten bei den Steirern absolvierte der Offensivspieler 73 Zweitligapartien, in denen er 16 Tore erzielte. Nach der Saison 2020/21 verließ er die KSV.
Daraufhin wechselte er zur Saison 2021/22 nach Rumänien zum Erstligisten FC Botoșani. Bei den Rumänen spielte er jedoch keine Rolle und kam nur einmal in der Liga 1 zum Einsatz, dies war überhaupt das einzige Mal, dass Mensah in der Liga im Spieltagskader Botoșanis stand. Daraufhin kehrte er im Januar 2022 wieder nach Österreich zurück und unterschrieb einen bis Juni 2023 laufenden Vertrag beim Zweitligisten FC Blau-Weiß Linz.